# Diada de Formentera
La Diada de Formentera és una commemoració anual que se celebra el 24 de juliol, el dia abans de Sant Jaume, la festivitat que dona nom a les Festes de Sant Jaume de Formentera, que s'allarguen dues setmanes. Aquest dia és tradició fer un acte institucional, que habitualment es concreta en un discurs institucional, i a la tarda i a la nit diverses actuacions musicals. Des del 2007 s'entreguen mencions honorífiques, amb l'excepció del 2024 per una crisi institucional. El 2025 la Medalla d'Or va ser per la Fira d’Art i Artesania de la Mola, i es van donar tres premis Sant Jaume i dos fills adoptius.